# Chimamanda Ngozi Adichie
Chimamanda Ngozi Adichie (Abba, Estat d'Enugu, 15 de setembre de 1977) és una novel·lista nigeriana. Adichie és el seu cognom, mentre que Chimamanda Ngozi són els seus dos noms, que volen dir ‘el meu déu no caurà’ i ‘benedicció’, respectivament, en igbo.

## Biografia
Va néixer en el llogaret d'Abba, cinquena filla del matrimoni d'ètnia igbo format per Grace Ifeoma i James Nwoye Adichie. Va passar la infància a la ciutat de Nsukka, seu de la Universitat de Nigèria, en una casa que anteriorment havia estat habitada pel cèlebre escriptor Chinua Achebe. El seu pare era professor d'estadística, i la seva mare treballava també en aquest mateix establiment d'educació superior, com a secretària. Als 19 anys es va traslladar als Estats Units amb una beca de dos anys per estudiar comunicació i ciències polítiques a la Universitat de Drexel, Filadèlfia. Posteriorment va continuar els estudis a la Universitat Estatal de l'Est de Connecticut, on es va graduar el 2001. Ha realitzat, així mateix, estudis d'escriptura creativa a la Johns Hopkins, Baltimore, i un màster d'estudis africans a Yale.
En 2015 el seu pare va ser segrestrat. Els raptors reclamaven diners a l'ombra de l'èxit de Chimamanda. Tres dies després va ser alliberat.

## Trajectòria literària
Els temes que tracta Adichie en la seua obra van des del feminisme a la immigració i del sexisme a la problemàtica radical. La seua obra 'Tothom hauria de ser feminista' (We Should All Be Feminist) ha venut més de mig milió d'exemplars.El 2003, mentre es trobava estudiant a Connecticut, va publicar la seva primera novel·la, Purple Hibiscus, que va ser molt ben rebuda per la crítica i va rebre el Commonwealth Writer's Prize for Best First Book (2005).
L'acció de la seva segona novel·la, Half of a Yellow Sun (2006), titulada en referència al disseny de la bandera de l'efímera nació de Biafra, es desenvolupa durant la Guerra civil nigeriana. L'obra, lloada, entre d'altres, per Achebe, va obtenir el premi britànic de ficció Orange Broadband Prize for Fiction el 2007.
El 2009 va publicar una col·lecció de relats breus, titulada The Thing Around Your Neck. Quatre anys més tard llançava la novel·la Americanah, que va merèixer el premi estatunidenc del Cercle de Crítics Nacional del Llibre (National Book Critics Circle Award). El març de 2017 va publicar Dear Ijeawele, or a Feminist Manifesto in Fifteen Suggestions.
El seu best-seller, Amerinanah (2013) serà adaptada a una minisèrie coproduida per les actrius Lupita Nyong'o y Danai Gurira.
Actualment viu a Nigèria. A més, imparteix tallers de escriptura creativa, i en els Estats Units.

## El compromís feminista
El 2012 va participar amb el discurs «Tots hauríem de ser feministes» al simposi anual TEDx Euston, en què exposava com els estereotips sobre les dones limiten el nostre pensament, i més específicament els estereotips de ser dona migrant, negra, soltera i feminista (com ella).

## Premis i reconeixements
Entre altres, l'autora ha rebut els següents premis i reconeixements:
- BBC Concurs de Cuente 2002, guanyadora per That Harmattan Morning.
- Premi O.Henry Prize 2003, per The American Embassy
- Premi de Contes David Y. Wong internacional 2002/2003 (premi PEN Center), per Half of a Yellow Sun.
- Commonwealth Writers' Prize (Regne Unit) 2005 al millor primer llibre per Purple Hibiscus
- Premi Orange (Regne Unit) (Orange Broadband Prize for Fiction) 2007 per Half of a Yellow Sun
- Chicago Tribune Heartland Prize 2013 per Americanah
- Premi del Cercle de Crítics Nacional del Llibre (EUA) (National Book Critics Circle Award) 2013 per Americanah
- En 2021 ha sigut reconeguda per la BBC com una de les 100 Dones (BBC) inspiradores e influents de tot el món.